# ویرجیل ریست
ویرجیل ریست (انگلیسی: Virgile Reset؛ زادهٔ ۳ اوت ۱۹۸۵) بازیکن فوتبال اهل فرانسه است.
از باشگاه‌هایی که در آن بازی کرده‌است می‌توان به باشگاه فوتبال ونس، باشگاه فوتبال لوریان، باشگاه فوتبال سیون، و باشگاه فوتبال سدان اشاره کرد.